# Tiếng Sylhet

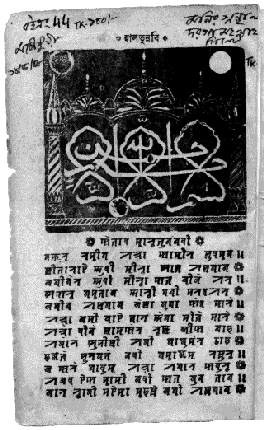
VĂN BẢN MẪU:
Trang nhất của một cuốn sách Nagri có tựa đề Halat-un-Nabi, được viết vào giữa thế kỷ 19 bởi Sadeq Ali tại Daulatpur, Longla, Moulvibazar.

Tiếng Sylhet (Sylheti ꠍꠤꠟꠐꠤ, Silôṭi, tiếng Bengal: সিলেটি, đã Latinh hoá: Sileti) là một ngôn ngữ Ấn-Arya được nói chủ yếu ở phân khu Sylhet của Bangladesh và Thung lũng Barak của bang Assam, Ấn Độ. Ngoài ra còn có một số lượng đáng kể người nói tiếng Sylhet ở các bang Meghalaya, Tripura, Manipur và Nagaland của Ấn Độ. Nó cũng có một cộng đồng lớn ở Anh, Hoa Kỳ và Trung Đông.

## Tình trạng
Về mặt xã hội và chính trị, tình trạng của tiếng Sylhet bị tranh cãi với hầu hết người không chính xác coi đó là một "phương ngữ" của tiếng Bengal, trong khi về mặt ngôn ngữ, tiếng Sylhet là một ngôn ngữ riêng biệt có liên quan đến ngôn ngữ này. Xem xét các đặc điểm ngôn ngữ độc đáo như kho âm vị và hình thái học nói riêng và từ vựng nói chung, đôi khi Sylhet được coi là một ngôn ngữ riêng biệt (Grierson 1928, Chatterjee 1939, Gordon 2005). Có sự khác biệt đáng kể về ngữ pháp và phát âm cũng như sự thông hiểu vừa phải giữa tiếng Sylhet và tiếng Bengal chuẩn, với những người nói tiếng Bengal ít có khả năng hiểu tiếng Sylhet. Hầu hết người Sylhet nói ít nhất hai ngôn ngữ (song ngữ) ở một mức độ nào đó, vì tiếng Bengal chuẩn được dạy ở tất cả các cấp giáo dục ở Bangladesh. Sylhet là một phần của vương quốc Kamarupa cổ đại và tiếng Sylhet có nhiều đặc điểm chung với tiếng Assam, bao gồm một bộ phân loại lớn hơn và một bộ âm xát lớn hơn các ngôn ngữ Đông Ấn-Arya khác. Trong một cuộc khảo sát các ngôn ngữ tại Ấn Độ, George Abraham Grierson, kết luận rằng "các cụm từ [Sylheti's] cũng khác với các ngôn ngữ thông thường của người Bengal, và ở một hoặc hai trường hợp được xem là giống với những từ Assam," và ông ta nhóm ba phương ngữ của Sylhet (Tây Sylhet, Đông Sylhet và Cachar) cùng với Dhakaiya Kutti trong một nhóm ngôn ngữ Bengal Đông.
Tiếng Sylhet trước đây được viết bằng chính chữ viết Sylhet Nagri, mặc dù phần lớn được thay thế bằng chữ Đông Nagri trong thời gian gần đây, đang bắt đầu được sử dụng.
Người ta đã tuyên bố (nhưng không cung cấp dữ liệu thống kê và mức độ biến đổi) rằng tiếng Sylhet chia sẻ 70% đến 80% từ vựng với tiếng Bengal chuẩn.

## Tên của ngôn ngữ
Sylheti là cách viết trong tiếng Anh phổ biến của ngôn ngữ được đặt tên theo cách viết tiếng Anh được chấp nhận của huyện Sylhet. Chữ viết tiếng Bengal là সিলেটি (Sileṭi), trong khi cách viết bằng chữ Sylhet là ꠍꠤꠟꠐꠤ hoặc সিলেটি (Silôṭi).

## Phân bố địa lý
Tiếng Sylhet có nguồn gốc từ vùng Đại Sylhet, bao gồm phân khu Sylhet của Bangladesh ngày nay cũng như 3 huyện của Thung lũng Barak của Assam, Ấn Độ.
Bên cạnh khu vực bản địa, nó cũng được nói bởi người Sylhet sống ở Bắc Tripura và vùng Meghalaya. Một lượng đáng kể di cư đến Vương quốc Anh và Hoa Kỳ từ thế kỷ 20 đã khiến tiếng Sylhet trở thành một trong những ngôn ngữ được nói nhiều nhất của cộng đồng người Bangladesh.
Phân bố gần đúng người nói tiếng Sylhet bản địa (giả sử tổng cộng 11 triệu) trên toàn thế giới.

## Biến thể của Sylhet từ tiếng Bengal tiêu chuẩn
Ngoài ra còn có một dạng viết của tiếng Sylhet được sử dụng để viết Puthi và giống hệt với puthi được viết bằng chữ Bengal Dobhashi do cả hai đều không sử dụng Tatsama và sử dụng từ vựng Ba Tư-Ả Rập để thay thế. Tương tự như chữ Dobhashi, những tác phẩm viết bằng chữ Sylhet Nagri được phân trang từ phải sang trái.